# 맹민호
맹민호는 대한민국의 전 야구 선수다. 2000년 KBO 신인 드래프트에서 당시 해체 직전이던 쌍방울 레이더스에 지명되었으나 본인은 대학 진학을 선택하여 쌍방울 레이더스는 지명권을 포기했다. 현재는 SSG 랜더스의 육성 팀장을 맡고 있다.

## 출신 학교
- 선린인터넷고등학교
- 동의대학교

## 등번호
- 99 (2006)

## 같이 보기
- 2000년 SK 와이번스 시즌